# Dino Sani
Dino Sani (São Paulo, 1932. május 23. –), világbajnok brazil válogatott labdarúgó.
A brazil válogatott tagjaként részt vett az 1958-as világbajnokságon illetve az 1957-es és az 1959-es Dél-amerikai bajnokságon.

## Sikerei, díjai
AC Milan
- Olasz bajnok (1): 1961–62
- BEK-győztes (1): 1962–63

Brazília
- Világbajnok (1): 1958
- Dél-amerikai ezüstérmes (2): 1957, 1959

## Külső hivatkozások
- Dino Sani a FIFA.com honlapján Archiválva 2014. december 22-i dátummal a Wayback Machine-ben
- Dino Sani a national-football-teams.com honlapján